# Silencer
Silencer (с англ. — «Глушитель») — шведская музыкальная группа, игравшая в стиле депрессивно-суицидальный блэк-метал. Проект был создан усилиями двух музыкантов, известных под псевдонимами Nattramn и Leere. Поскольку участники группы никогда не выступали вживую, не поддерживали сайт и всего один раз дали интервью, биография группы крайне скудна и изобилует различными домыслами и слухами. Фактически история коллектива началась в 1995 году, однако первая демозапись, состоявшая из единственной композиции Death — Pierce Me, была выпущена только в 1998. Единственный альбом группы Death — Pierce Me вышел в 2001 году. Вскоре после записи альбома участники проекта прекратили общение, что привело к распаду коллектива.

## История группы
Leere (с нем. — «пустота», настоящее имя — Андреас Касадо) познакомился с Nattramn’ом около 1995 года, когда нашёл его телефонный номер в списке с кассетами для обмена. Они начали играть музыку вместе со знакомым Leere Робертом, который вскоре ушёл в группу Shining. До знакомства с Leere Nattramn играл в индастриал-эмбиент-проекте Sinneskross, который в 1995 году был переименован в Trencadis, а в 1996 году выпустил демо под названием Ödelagt (со швед. — «разрушенный»).
В 1998 году вышла первая демозапись коллектива под названием Death — Pierce Me (с англ. — «смерть — пронзи меня»), состоявшая из единственной одноимённой композиции. Запись была сделана в студии звукозаписи Necromorbus Studio при участии третьего музыканта, знакомого Nattramn’а по имени Юнас Маттссон, который на тот момент был гитаристом дэт-метал-группы Nominon. Демозапись позволила уже сформировавшейся группе заполучить в 1999 году контракт с немецким лейблом Prophecy Productions.
Единственный альбом группы, названный, как и демозапись, Death — Pierce Me, был записан в июле 2000 года и вышел в октябре 2001 года. Во время работы над альбомом музыканты проживали в разных городах. Leere сочинял музыку с помощью синтезатора и семплера, записывал наработки на магнитофон и отправлял Nattramn’у кассеты по почте. Партии ударных на записи исполнил Штефан (Стив) Вольц, тогдашний ударник группы Bethlehem. Обложку альбома создал Олаф Экхардт, автор оформления первых двух альбомов Bethlehem, ставший впоследствии гитаристом этой группы. Мощный и динамичный альбом, выделявшийся меланхоличными интерлюдиями на пианино и акустической гитаре и необычным пронзительным вокалом, постепенно приобрёл статус культового в блэк-метал-андеграунде.
Ещё до начала записи альбома дружба между музыкантами начала ослабевать. После окончания записи они отправили друг другу по одному письму и больше не общались. Таким образом, к моменту выхода альбома группа уже фактически прекратила существование.

## После распада

### Nattramn
После выхода альбома о группе стало распространяться большое количество различных слухов, большая часть которых была связана с личностью Nattramn’а. Например, фотографии Nattramn’а, включённые в оформление буклета альбома, породили слухи о том, что вокалист истязал себя во время записи вокала, отрезал себе кисти рук и пришил на их место свиные копыта.
Вскоре после выхода альбома Nattramn и Leere дали интервью немецкому музыкальному журналу Legacy в формате ответов на вопросы по электронной почте. В ходе интервью Nattramn, раскрывая смысл текста одной из песен, поделился своими взглядами на религию, а также заявил, что находится в тяжёлом психическом состоянии. В списке благодарностей в буклете альбома были перечислены медицинские учреждения (организация психиатрической помощи в Кристианстаде и госпиталь имени Святого Зигфрида в Векшё) и фармацевтические компании, производящие медикаменты для пациентов, страдающих психическими расстройствами. Эти факты породили слухи о психической нестабильности Nattramn’а.
После распада Silencer Nattramn основал дарк-эмбиент-проект Diagnose: Lebensgefahr (с нем. — «диагноз: опасность для жизни»), в рамках которого записал альбом Transformalin. На официальном сайте проекта утверждается, что эта работа является результатом сотрудничества Nattramn’а и психиатрической клиники города Векшё, а также что в музее истории психиатрии города Векшё хранятся произведения искусства, созданные ныне покойным братом Nattramn’а.
Ещё один популярный слух гласит, что однажды Nattramn (либо его брат) сбежал из психиатрической больницы и едва не убил шестилетнюю девочку топором. Эти слухи основаны на информации шведских газет, согласно которой в 2001 году некий 26-летний пациент психиатрической клиники Векшё совершил побег из больницы и напал с топором на шестилетнюю девочку, получившую в результате тяжёлое ранение. В оставленной записке он сообщил о намерении совершить несколько убийств и прославиться под именем «Быстрого Томаса» (англ. Thomas Quick); кроме того, записка содержала большое количество нацистской символики. Нападавший был схвачен полицией и возвращён в больницу; во время задержания он требовал, чтобы полицейские убили его. Через неделю после возвращения в больницу этот человек покончил с собой.
В конце 2010 года на одном из официальных сайтов Nattramn’а появилась информация, что он жив и работает над книгой под названием Grishjärta (со швед. — «сердце свиньи»). Спустя примерно полгода Nattramn объявил об окончании работы над книгой, которая была выпущена 25 сентября 2011 года тиражом в 200 экземпляров и распродана уже через две недели. В последующие годы было выпущено переиздание этой книги, а также переиздание демозаписи Ödelagt 1996 года и LP-версия альбома Transformalin.

### Другие участники
Leere с 2005 по 2006 год играл в шведской DSBM-группе Shining.
Стив Вольц с 1999 по 2011 год играл в группе Bethlehem, а также в голландской симфо-метал группе Imperia с 2003 по 2020 год.

## Состав группы

### Основной состав
- Nattramn (вокал)
- Leere (гитары, клавишные)

### Сессионные музыканты
- Юнас Маттссон (ударные на демозаписи)
- Стив Вольц (ударные в альбоме)

## Дискография

### Студийные альбомы
- 2001 — Death — Pierce Me (Prophecy Productions)

### Демо
- 1998 — Death — Pierce Me

### Комментарии
1. ↑  Шведское слово «nattramn» может означать «ночная сова» (как в прямом, так и в переносном смысле), либо «беспокойный дух»[7]